# Уйгурская кухня

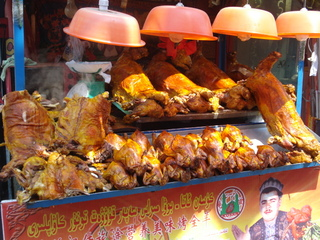
Тандыр-кавап в китайском Урумчи

Уйгурская кухня (уйг. ئۇيغۇر تائاملىرى‎, Uyghur Taamliri, Уйғур Таамлири) — национальная кухня уйгуров. Отличается разнообразием мучных блюд и применением широкого круга пряностей.

## Обзор
Популярной пряностью является «парфянский анис», по-китайски «цзыжань». Важное место в кухне уйгуров занимают овощи. Весной в ходу зелёный лук, джусай, редис, сельдерей. Летом — чеснок, баклажаны, фасоль, зелёный перец, помидоры. Осенью — морковь, капуста, редька. Зимой используются те же овощи, но в сушёном, маринованном, солёном виде.
Хлеб уйгуры пекут из пресного и кислого теста в специальных печах — тонур. Большие тонкие лепешки называются неппиз-нан, маленькие, более толстые — тогач. Из теста готовят самсу, самбусу, начинённые мясом, мясом и тыквой, мясом и рисом, приправленные луком и чёрным молотым перцем. Готовят различные сдобные изделия — кичик-тогач, слоёные лепёшки с луком, паровые рулеты с морковью, тыквой и пр. — катлама, жута; блины — поткал; оладьи — куймак.

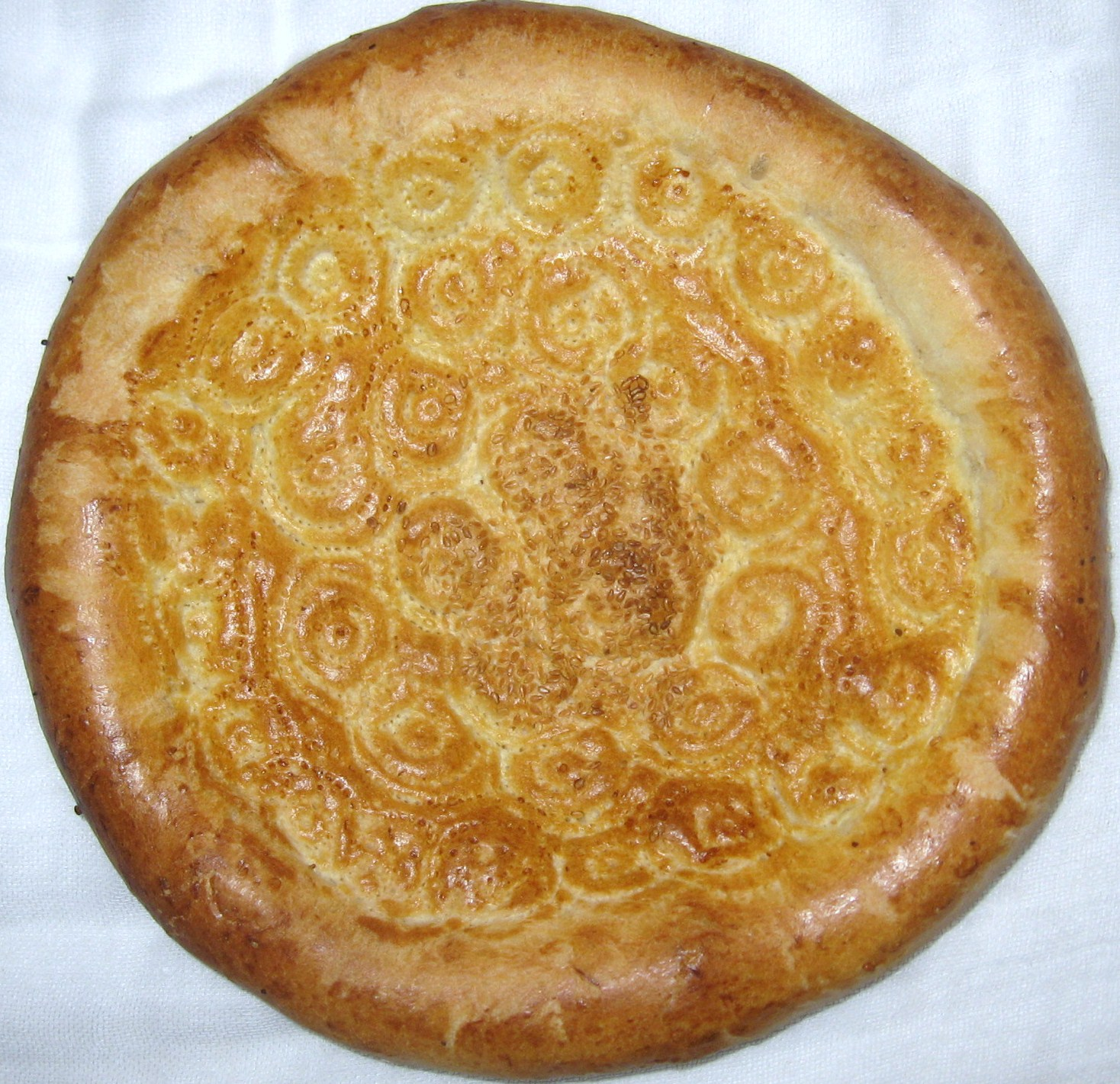
Лепёшка нан

Для приготовления горячих блюд используют казан, встроенный в особые печи — очак. Уйгуры часто готовят лапшу с мясом и различными приправами — лагмян, халваш, мянпяр, сумян и др. По праздникам подают пельмени в остром мясном бульоне — чёщуря и манты, приготовленные из пресного или кислого теста с разнообразной начинкой на пару в специальной посуде — каскан (металлическая мантоварка), джумбиль (деревянная мантоварка).
Много блюд готовят уйгуры из риса. Это плов — полу, рис с подливкой из мяса и овощей — гян-фян, каши — шёля, супы — шо-гюрюч. Жаренное в масле мясо с добавлением разных овощей (перец, баклажаны, картофель, капуста, фасоль, помидоры), со специями, носит общее название — сяй.
Шашлык из свинины (кавап или тандыр-кавап) готовят на открытом огне и в печи, тандыре. Варёная колбаса из баранины с добавлением риса и приправ — хесип. Чай (аткян-чай) готовят с молоком, сливочным маслом или сливками и солью, и закусывают лепёшками.

## Блюда
- Лагман — одно из самых известных блюд уйгурской кухни. Блюдо из мяса, овощей и лапши.
- Манты — блюдо из мелко нарубленного мяса в тонко раскатанном тесте, приготовленное на пару в мантоварке. Уйгурские манты бывают двух видов, в зависимости от вида теста: питер (из пресного) и болак (из дрожжевого).
- Чёшёря — уйгурские пельмени из квадратного теста. Готовятся из разного мяса (в том числе и из рыбы) с добавлением кинзы, лука, капусты и овощей.
- Плов — варёный рис с мясом и специями. Уйгурская кухня отличается разнообразием видов плова: вегетарианский, пшённый, пшеничный, плов в мешке, плов с подливкой, плов с яйцами, плов с фруктами.
- Самса — блюдо, схожее с пирожком.
- Гош-нан (в переводе с уйгурского «мясной хлеб») — блюдо с тестом и фаршем. Тонко печёное тесто в форме блинчиков накладывается слоями попеременно с фаршем.
- Жигар сай — печень, обжаренная с луком, помидором и специями.
- Момосяй — паровые булочки с подливой из мяса и овощей.
- Санзы — блюдо, схожее с хворостом: длинная жареная лапша.
- Манпар — суп из мяса и овощей с кусочками теста[4].
- Лазджи — жаренное куриное филе с овощами и пряностями.
- Хошан — жареные манты.
- Аш-лянфу — лапша с кусочками крахмала.
- Уйгурский чай, атканчай — солёный чай с добавлением молока, сливочного масла и сметаны, пены от кипения молока, каймак.
- Баурсак — блюдо из пресного или дрожжевого теста в виде небольших пончиков (ромбовидной или круглой формы).
- Бешбармак/Нерин — мелко накрошенное отварное мясо с лапшой и луковым соусом.
- Тандыр-кебаб — кебаб, запечённый в печи-тандыре.
- Тандыр-нан — хлеб в виде лепёшек, запечённый в тандыре.
- Шурпа — суп на мясном бульоне с мясом, морковью, картофелем и репчатым луком. Возможно добавление фруктов, сухофруктов и пряных трав.
- Шельпек — лепёшки, а также разновидность макарон из дрожжевого теста.

Лапша суюкаш, супы манпар, халваш, хорда.